# Торанян, Валери
Валери Торанян (фр. Valérie Toranian, арм. Վալերի Թորանյան; род. 1962, Сюрен, Франция) — французская журналистка армянского происхождения, писательница, сценаристка, актриса

 и главный редактор журнала моды Elle во Франции. Является основательницей французско-армянского журнала Nouvelles d’Arménie, а также главой Фонда Elle во Франции и генеральным менеджером французского журнала Revue des Deux Mondes.

## Жизнь и карьера
Валери Торанян родилась в Сюрене, Франция, в семье француженки из Нормандии и армянина Астрига Коюмджяна в 1962 году. Семья её отца бежала от геноцида армян и поселилась в Марселе. Мать Валери была учительницей и преподавала латынь, французский и греческий языки.
В 1983 году Валери начала свою карьеру независимого автора. В 1991 году она вместе со своим мужем Ара Тораняном стала соучредителем армянского журнала Nouvelles d’Arménie. 
Торанян в 1994 году официально начала работать в Elle и в 1996 году была назначена заместителем редактора отдела моды. Позже она стала управляющим редактором журнала, затем была его вице-президентом до 2002 года, после чего заняла должность главного редактора. В 2004 году Валери  стала вице-президентом Фонда Elle, который поддерживает и спонсирует женщин во всём мире. 
В том же году сыграла роль самой себя в сериале «Великий журнал» на частном общем французском канале Canal+. В 2006 снялась в ток-шоу «Он не врёт». В 2009 году сыграла саму себя в сериале «C à vous» (с фр. — «К вам»).
Торанян была назначена президентом фонда Elle в июне 2010 года. В том же году она выпустила роман под названием «Pour en Finir avec la Femme» (с фр. — «Чтобы покончить с этой женщиной»), в котором рассматриваются вопросы, касающиеся феминизма. Как защитница прав женщин, Торанян провела несколько конференций и мероприятий, в том числе ежегодный Женский форум в Довиле, Франция.
Была сценаристом фильма «Ланестер» 2013 года и одноимённого сериала того же года.
В декабре 2014 года Валери стала генеральным директором французского ежемесячного литературного журнала Revue des Deux Mondes. В 2015 году она выпустила роман о геноциде армян под названием L’Etrangère (с фр. — «Незнакомец»).

## Личная жизнь
Валери Торанян познакомилась со своим первым мужем Ара Тораняном в местной армянской школе. У них двое сыновей. После развода она вышла замуж за Франца-Оливье Гисберта, журналиста и телеведущего.

## Фильмография

#### Роли в кино
1. 2015 — Elle était une fois — Валери Торанян

#### Роли в сериалах
1. 2004 — Ночной полёт (Vol de nuit) — Валери Торанян
2. 2005 — Корабль-книга (Le bateau livre) — Валери Торанян
3. 2005 — Чай или кофе (Thé ou café) — Валери Торанян
4. 2005—2014 — Великий журнал (Le grand journal de Canal+) — Валери Торанян
5. 2010 — Гость (L’invité) — Валери Торанян
6. 2010—2017 — К вам (C à vous) — Валери Торанян
7. 2011 — Дневник (Le petit journal) — Валери Торанян
8. 2018 — Мы не лежали (On n’est pas couché) — Валери Торанян

#### Сценарист
- 2013 — Ланестер

#### Телевидение
- 2006 — Он не врёт (On n’est pas couché) — Валери Торанян